# Vicent Barreda i Boix
Vicent Barreda i Boix La Cova (Benassal, 10 de febrer de 1795 - Vistabella, 14 de maig de 1844) fou un militar valencià.
Del mas La Cova on feia de masover, va prendre el seu malnom. En esclatar la primera guerra carlina el mas fou el centre d'operacions de Josep Miralles Marín el Serrador, i Barreda feia d'informador i correu amb Navarra. Finalment el coronel Buil va anar a buscar-lo i La Cova va unir-se a la partida del Serrador, que el va fer oficial, a Borriana ferit al braç, que li quedà inútil, i quan Ramon Cabrera va destituir al Serrador, li va donar el comandament de la infanteria del Serrador, fent-lo coronel amb una força d'uns 600 homes i operant en Benassal, Vistabella, Atzeneta, Xodos, Vilafermosa, Puertomingalvo, Cortes d'Arenós, La Pobla d'Arenós, Sucaina, la riba del Millars, Onda, i sobretot Alcora. Va atacar en diverses ocasions El Castell de Vilamalefa.
L'agost de 1837 formà el setge de Llucena, on va fer talar el voltants de Llucena i bombardejà la vila amb un canó i un obús, però la vila resistí el setge i en una sortida els defensors van atacar els reductes capturant l'obús, podent salvar als carlins el canó però aixecant el setge. Amb el seu batalló defensà Vilafermosa fins que el gener de 1838 participà en la presa de Morella destinat a les accions més arriscades i patint moltes baixes. Després acompanyà Cabrera en l'atac a la plana, i finalment aconseguí prendre El Castell de Vilamalefa i després s'uní a la divisió de Domènec Forcadell i després a la de Martín García, prenent part en el darrer setge de Llucena, aixecat pel general Leopoldo O'Donnell. Va acompanyar a Cabrera en expedició a València.
Després del Conveni de Bergara es va exiliar a França, on va estar fins a l'amnistia de 1843. De retorn a Benassal va recomposar la seva partida, a la que es va unir el Serrador, intentant un nou alçament, però perseguit pel general Villalonga, va morir a Vistabella el 14 de maig de 1844.